# 蔡憲棠
蔡憲棠（1977年4月29日—）原名蔡暉鎧，台灣職業足球員，中華台北男子足球代表隊隊員，現時效力於大同足球隊，司職中場。2000年以後台灣足球的球員。

## 外部連結
- 蔡憲棠在national-football-teams.com的球員資料
- 蔡憲棠兩膝蓋多次韌帶斷裂，至少動過六次刀 （页面存档备份，存于）